# トミーズのきばらなアカン!
『トミーズのきばらなアカン!』は、テレビ朝日で深夜放送されていた関東ローカルのバラエティ番組。当番組終了後は『いわんやトミーズをや』へとリニューアルした。

## 出演者
- トミーズ健（トミーズ）
- トミーズ雅（トミーズ）

## スタッフ
- 構成：そーたに、おちまさと
- 企画協力：吉本興業
- プロデューサー：石水浩（テレテック）
- 制作著作：テレビ朝日

| スタブアイコン | サブスタブ | この項目は、まだ閲覧者の調べものの参照としては役立たない、テレビ番組に関連した書きかけの項目です。この項目を加筆・訂正などしてくださる協力者を求めています（P:テレビ/PJ:放送または配信の番組）。 |